# 默陶 (愛達荷州)
默陶（英語：Murtaugh）是一個位於美國愛達荷州特溫福爾斯縣的城市。

## 地理
默陶的座標為42°29′32″N 114°09′44″W / 42.49222°N 114.16222°W，而該地的平均海拔高度為1245米（即4085英尺）。

## 人口
根據2010年美國人口普查的數據，默陶的面積為0.31平方千米，當中陸地面積為0.31平方千米，而水域面積為0.00平方千米。當地共有人口115人，而人口密度為每平方千米370.97人。